# Michael Psellos den yngre

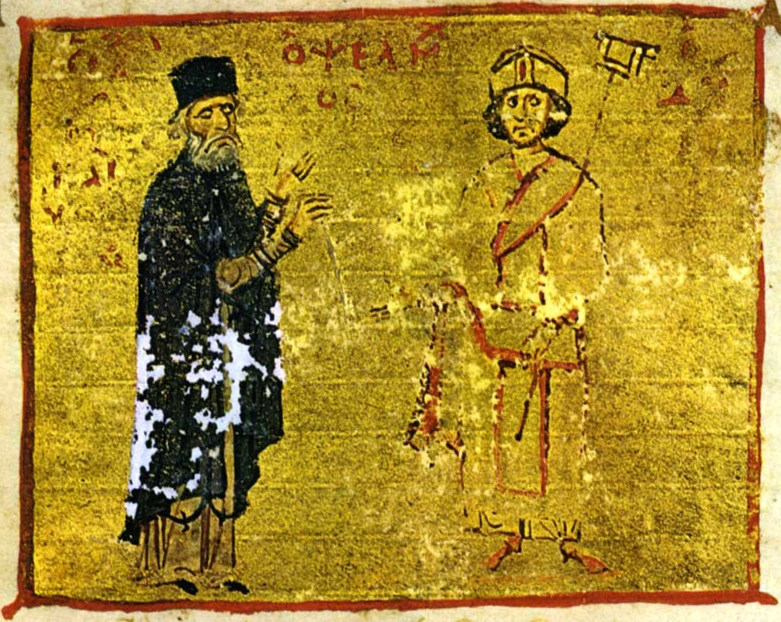
Michael Psellos (till vänster) och hans lärjunge, monark Mikael VII Ducas.

Michael Psellos, född 1018, död 1078, var en bysantinsk statsman, filosof, vetenskapsman och historieskrivare. 
Ett av hans verk Chronographia, som innehåller biografier över 14 bysantinska kejsare, finns i svensk översättning med titeln Bysantinska porträtt. Han skrev även ett verk av intresse för demonologer och ockultister med den latinska titeln De Operatione Daemonum. I detta verk klassificerade han demoner i kategorierna: Jordens, vattnets, luftens, eldens, underjordens och nattens demoner.
Enligt en teori var det Michael Psellos som sammanställde innehållet i Corpus Hermeticum till den form det har idag.